# Arteria spinalis anterior
Die Arteria spinalis anterior („vordere Rückenmarksarterie“) ist die größte versorgende Arterie des Rückenmarks. Sie verläuft als unpaares Blutgefäß an der Vorderseite des Rückenmarks im Wirbelkanal. Bei Tieren liegt sie dementsprechend an der Unterseite des Rückenmarks und wird als Arteria spinalis ventralis bezeichnet.

## Anatomie

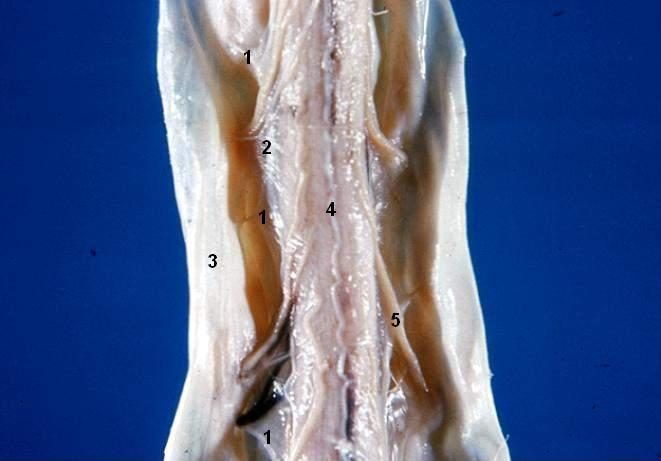
Arteria spinalis anterior (4). Ansicht von vorne, eröffnete Rückenmarkshäute

Die Arteria spinalis anterior bildet sich aus den beiden Wirbel- oder Vertebralarterien (Arteriae vertebrales) in Höhe der Pyramidenbahnkreuzung (Decussatio pyramidum) und verläuft entlang der Fissura longitudinalis anterior an der Vorderseite des Rückenmarks nach kaudal. Die Arteria spinalis anterior erhält neben dem direkten Zufluss auch zahlreiche segmentale Zuflüsse über Äste hauptsächlich von drei Arterien, den Vertebralarterien im Bereich der Halswirbelsäule, den hinteren Interkostalarterien (Arteriae intercostales posteriores) im Bereich der Brustwirbelsäule und den Lumbalarterien (Arteriae lumbales) im Bereich der Lendenwirbelsäule. Die Äste werden als Rami spinales bezeichnet. 
Die Arteria spinalis anterior anastomisiert über wiederum zahlreiche, um das Rückenmark verlaufende Äste, mit den beiden Arteriae spinales posteriores, die an der Rückseite des Rückenmarks verlaufen. Diese Äste können als Fortsetzung der Rami spinales angesehen werden, sind allerdings nicht segmental angeordnet, sondern variieren in ihrem Abstand.

## Pathologie
Bei Verschluss der Arteria spinalis anterior durch eine Thrombose oder Embolie kommt es aufgrund einer resultierenden Ischämie in den von der Arterie versorgten Bereichen zu Ausfallerscheinungen. Das Krankheitsbild wird als Arteria-spinalis-anterior-Syndrom bezeichnet. Mangeldurchblutung in diesem Versorgungsbereich kann zur Myelomalazie führen.